# Тиходеев, Павел Михайлович
Павел Михайлович Тиходеев (17 декабря 1893, Рязань — 3 августа 1978) — советский учёный в области фотометрии и светотехники, лауреат Сталинской премии.

## Биография
Родился в семье учителя начальной школы.
В 1911 году окончил Рязанскую мужскую гимназию (с золотой медалью) и поступил на электромеханический факультет Петербургского политехнического института. Там с перерывами учился до 1921 года.
С 1921 года преподавал в Ленинградском политехническом институте (1921—1959) и Ленинградском электротехническом институте (1931—1936). В 1930—1936 годах заведовал кафедрой светотехники, созданной в ЛПИ, затем переведённой в ЛЭТИ.
С 1923 по 1957 год работал во ВНИИМ. В 1943—1945 годах — заместитель директора, с середины 1945 до 11 июля 1946 года — директор ВНИИМ.

## Научная деятельность

Могила П. М. Тиходеева на Богословском кладбище Санкт-Петербурга.

Организовал эталонную фотометрическую лабораторию, одну из лучших того времени; впервые в СССР установил световые и групповые эталоны на основе ламп накаливания (ЛН).
В 1940—1941 годах под руководством П. М. Тиходеева во ВНИИМ им. Менделеева был разработан первый советский государственный первичный эталон единицы силы света (канделы) в виде полного излучателя при температуре затвердевания платины. Эталон был введён в действие с 1948 года, 1956—1966 годах прошёл усовершенствование и был утвержден Госстандартом СССР в 1968 году.
Разработал несколько новых приборов и методов световых измерений.
Вместе с В. Е. Карташевской, принимавшей непосредственное участие в этих работах, удостоен Сталинской премии СССР (1948). Награждён орденом Ленина и медалями.

### Основные работы
- Тиходеев П. М. Экономия электрического освещения // Труды IX Всесоюзного электротехнического съезда. — М.: [Б. и.], 1927. — 48 с.
- Тиходеев П. М. Электрическое освещение помещений для работы. Доклад на IX Всесоюзном электротехническом съезде. — М.: [Б. и.], 1927. — 32 с.
- Тиходеев П. М. Об установлении системы световых единиц СССР. Доклад для 2-й Всесоюзной светотехнической конференции. — Л.: Изд-во НТУ ВСНХ, 1929. — 36 с.
- Шателен М. А., Тиходеев П. М. Установление международных световых единиц и международные сравнения единиц силы света и светового потока СССР с такими же единицами других стран // Доклады для 2-й Всесоюзной светотехнической конференции. — Л.: [Б. и.], 1930. — 50 с. — С. 3—7.
- Тиходеев П. М. Испытание, проверка и применение люксметров. — Л.; М.: «Стандартизация и рационализация», 1932. — 39 с.
- Тиходеев П. М. Электрическое освещение жилых помещений. Выбор электрич. светильников, их размещение и др. указания. — М.; Л.: «Техника управления», 1932. — 52 с.
- Тиходеев П. М. Световые измерения в светотехнике (фотометрия). — М.; Л.: ОНТИ; Глав. ред. энергетич. лит., 1936. — 519 с.
- Тиходеев П. М. Электрическое освещение (дополнит. главы). — Л.: [Б. и.], 1937. — 173 с.
- Исследования в области светоизмерительных ламп и световых измерений. Под ред. П. М. Тиходеева. — Л.: Изд-во ВНИИМ, 1939. — 144 с.
- Тиходеев П. М. Об определении основной световой единицы в связи с переходом к новому световому эталону. Сообщение. — Л.: Лениздат, 1939. — 20 с.
- Исследования в области световых измерений. Спектр измерения. Люминесцентные лампы. Сб. статей. Под ред. П. М. Тиходеева. — Л.: Тип. № 3 Упр. изд. и полиграфии, 1949. — 127 с.
- Тиходеев П. М. Новый государственный световой эталон СССР. — М.; Л.: Изд-во АН СССР, 1949. — 120 с.
- Тиходеев П. М. Очерки об исходных (метрологических) измерениях. — М.; Л.: Машгиз, Ленингр. отд., 1954. — 216 с.
- Тиходеев П. М. Метрологическое обслуживание светотехники. Тезисы. — Л.: [Б. и.], 1958. — 3 с.
- Тиходеев П. М. Световые измерения в светотехнике (фотометрия). 2-е изд., перераб. — М.; Л.: Госэнергоиздат, 1962. — 464 с.